# Quartier des Grandes-Carrières
Quartier des Grandes-Carrières ist das 69. der 80 Quartiers (Stadtviertel) von Paris.

Lage des Stadtviertels innerhalb des 18. Arrondissement

## Lage
Das Quartier des Grandes-Carrières befindet sich im westlichen Teil des 18. Arrondissement von Paris.
- Im Süden grenzt es an das 9. Arrondissement beim Boulevard de Clichy (Place de Clichy, Place Blanche, Place Pigalle).
- Im Norden stößt es an die Gemeinde Saint-Ouen beim Boulevard périphérique.
- Im Westen bildet das 17. Arrondissement mit den Avenues de Saint-Ouen und de Clichy die Grenze.
- Im Osten liegt das Quartier de Clignancourt.

## Geschichte
Das Stadtviertel hat seinen Namen von seiner Lage, es liegt an der Westseite des Montmartre, wo sich früher Eingänge zu den Gipssteinbrüchen befanden. 
Der Bergbau hat viele Spuren hinterlassen, die noch heute spür- und sichtbar sind: Der Cimetière de Montmartre liegt in einem ehemaligen Steinbruch. Am Square Louise-Michel und in der Rue Ronsard erinnern Tafeln an den Bergbau. An manchen Stellen bewegt sich die Erde und es kommt zu Schäden.
Die beiden Quartier Grandes-Carrières und Clignancourt teilen sich den Hügel des Montmartre.

## Sehenswürdigkeiten
- Les Fusains, Rue Tourlaque
- Église Saint-Jean de Montmartre, Place des Abbesses
- Cité Montmartre-aux-artistes[2], Rue Ordener
- Villa des Arts, Rue Hégésippe-Moreau
- Moulin Rouge, Place Blanche
- Moulin de la Galette, Rue Lepic
- Le Hasard Ludique[3], 128, Avenue de Saint-Ouen
- Hôpital Bretonneau, Rue Joseph-de-Maistre / Rue Carpeaux
- Cimetière de Montmartre, Avenue Rachel
- Cimetière Saint-Vincent, Rue Lucien Gaulard
- Feuerwehrstation am Montmartre (französisch Caserne des sapeurs-pompiers de Montmartre), Rue Carpeaux: Hier wurde 1937 der erste Feuerwehrball gefeiert.[4]